# وارنی کرسول
وارنی کرسول (به انگلیسی: Warney Cresswell) بازیکن فوتبال زادهٔ ۵ نوامبر ۱۸۹۷ اهل کشور انگلستان بود که سابقهٔ بازی در تیم ملی فوتبال انگلستان را در کارنامهٔ خود دارد. وی در تاریخ ۱۴ مارس ۱۹۲۱ نخستین بازی ملی خود را در مقابل تیم ملی فوتبال ولز انجام داد و با حضور در ۷ بازی ملی، در تاریخ ۱۹ اکتبر ۱۹۲۹ واپسین بازی ملی‌اش را در برابر تیم ملی فوتبال ایرلند شمالی برگزار کرد.